# Yao (Chade)
Yao é uma cidade no Chade, capital do departamento de Fitri, denominando também um sultanato pré-colonial na mesma área.